# Censo boliviano de 1900
El Censo de Población de Bolivia de 1900 fue el sexto censo de población que se realizó en toda la República de Bolivia con el objetivo de recolectar los datos de información sobre la cantidad exacta de personas que vivían en Bolivia durante esa época, fue desarrollado el 1 de septiembre de 1900 durante la presidencia de José Manuel Pando y bajo la dirección de Manuel Vicente Ballivián, director de la entonces Oficina Nacional de Inmigración, Estadísticas y Propaganda Geográfica, en un contexto particular de post Guerra Federal, en momentos en que se protagonizaba la Guerra del Acre y se llevaba adelante una reforma militar.  

## Resultados
El Censo General de la Población de la República de Bolivia del año 1900, primer empadronamiento con base científica y estadística, reveló una población estimada de 1.766.451 habitantes. 
| Resultados oficiales del Censo de Población del año 1831 | Resultados oficiales del Censo de Población del año 1831 | Resultados oficiales del Censo de Población del año 1831 |
| N.º                                                      | Departamento                                             | Población                                                |
| -------------------------------------------------------- | -------------------------------------------------------- | -------------------------------------------------------- |
| 1°                                                       | La Paz                                                   | 445 616                                                  |
| 2°                                                       | Cochabamba                                               | 328 163                                                  |
| 3°                                                       | Potosí                                                   | 325 615                                                  |
| 4°                                                       | Santa Cruz                                               | 209 592                                                  |
| 5°                                                       | Chuquisaca                                               | 204 434                                                  |
| 6°                                                       | Tarija                                                   | 102 887                                                  |
| 7°                                                       | Oruro                                                    | 86 081                                                   |
| 8°                                                       | Beni                                                     | 32 180                                                   |
| 9°                                                       | Territorio Nacional de Colonias                          | 31 883                                                   |
| TOTAL                                                    | Bolivia                                                  | 1 766 451                                                |

### Población por ciudades
Sólo 10 ciudades tenían una población que sobrepasaba los 10 mil habitantes.
| Principales ciudades de Bolivia para el año 1900 | Principales ciudades de Bolivia para el año 1900 | Principales ciudades de Bolivia para el año 1900 | Principales ciudades de Bolivia para el año 1900 | Principales ciudades de Bolivia para el año 1900 |
| Puesto                                           | Ciudad                                           | Población                                        | Departamento                                     |                                                  |
| ------------------------------------------------ | ------------------------------------------------ | ------------------------------------------------ | ------------------------------------------------ | ------------------------------------------------ |
| 1°                                               | La Paz                                           | 60 081                                           | La Paz                                           |                                                  |
| 2°                                               | Cochabamba                                       | 21 886                                           | Cochabamba                                       |                                                  |
| 3°                                               | Potosí                                           | 20 910                                           | Potosí                                           |                                                  |
| 4°                                               | Sucre                                            | 20 907                                           | Chuquisaca                                       |                                                  |
| 5°                                               | Santa Cruz de la Sierra                          | 18 335                                           | Santa Cruz                                       |                                                  |
| 6°                                               | Oruro                                            | 15 898                                           | Oruro                                            |                                                  |
| 7°                                               | Punata                                           | 15 887                                           | Cochabamba                                       |                                                  |
| 8°                                               | Tarata                                           | 15 303                                           | Cochabamba                                       |                                                  |
| 9°                                               | Coro Coro                                        | 15 090                                           | La Paz                                           |                                                  |
| 10°                                              | Quillacollo                                      | 13 969                                           | Cochabamba                                       |                                                  |